# طنجة المدينة
طنجة المدينة (بالأمازيغية: ⵜⵉⵏ ⵉⴳⴳⵉ ⵜⴰⵎⴷⵉⵏⵜ وتنطق: تين إيجّي تامدينت) هي إحدى مقاطعات مدينة طنجة، تقع بعمالة طنجة أصيلة، جهة طنجة تطوان الحسيمة شمال المملكة المغربية في إطار التقسيم الجديد منذ 2015، تطل المقاطعة على واجهتين بحريتين وهما البحر الأبيض المتوسط شمالاً والمحيط الأطلسي غرباً كما تحدها شرقاً كل من مقاطعات الشرف السواني وبني مكادة والشرف مغوغة بينما تحدها مدينة اكزناية من الجنوب، وتأوي المقاطعة أزيد من 243,082 نسمة حسب إحصاء سنة 2014. كما تحتل موقعا جغرافيا إستراتيجيا يتميز بالتنوع البيولوجي حيث يتحدد موقعها الفلكي بين خط عرض 35.77 درجة، وخط طول 5.80- درجة، وترتفع عن مستوى سطح البحر مسافةً قدرها 20 متر، وتُعتبر طنجة من أكبر المدن من حيث عدد السكان في طنجة – تطوان، والذين يُقدّر عددهم 
ب 1,275,428 نسمة، وفق الإحصاء العام للسكان والسكنى 2024.

## الأحياء والمناطق
تضم مقاطعة طنجة المدينة عدة أحياء وهي: المدينة القديمة، الحي الحسني، دار البارود، بني يدير، جنان قبطان، الخصفات، بويوسف، المسيرة، مرشان، الصياغين، سيدي بوعابد، عزيب الحاج قدور، مولاي رشيد، الزياتن البرانص، الحافة، الجبل الكبير، الدرادب، جامع مقراع، مسنانة، الرهراه، مسترخوش، المجاهدين، عين الحياني، سيدي البخاري، سوق البقر، طريق بوخالف، الرميلات، سوق الداخل، وسط المدينة، إيبيريا، حومة السبنيول، ماربيلا، الحي الإداري، كاليفورنيا، المقاومة، الخربة، بيراسكيو، ماليبونيو، وادي بحرايين، المصلى، إسحاق الموصلي، فندق الشجرة، الناصرية، الريح، بوقنادل، بوبانة، العوينة، حي الغولف، مديونة، المنار، القصبة، الميناء، محج محمد السادس، شارع محمد الخامس، شارع مولاي إسماعيل، شارع علال ابن عبد الله، ساحة  التاسع أبريل، ساحة موزارت، ساحة عمان، ساحة الروداني، ساحة المدينة، ساحة فرنسا، شارع مولاي يوسف، شارع موسى بن نصير، شارع المسيرة الخضراء، شارع ولي العهد، شارع لويس باستور، شارع المسيرة الخضراء.
تختزل هذه الأحياء النواة الأصلية للمدينة، شاملة المدينة الإسلامية الأولى، والمدينة البرتغالية، والمدينة العلوية، وجزءا كبيراً مما خلفته الفترة الدولية، كما تشمل المركز الإداري للمدينة والمناطق السياحية الكبرى ونسبة كبيرة من الأحياء الراقية التي تعرفها المدينة.

## الأماكن التاريخية
أسوار طنجة العتيقة: هي أسوار يصل طولها إلى 2200م وتُحيط بخمسة أحياء تعود لمدينة طنجة القديمة، وهي بني إيدر، وجنان قبطان، والقصبة، وواد أهردان، ودار البارود، وقد مرّ بناء هذه الأسوار بمجموعةِ مراحل، وتُشير التوقعات إلى أن بناءها كان فوق أسوار مدينة تينجيس الرومانيّة القديمة، وكان هناك العديد من أعمال البناء والترميم لهذه الأسوار من عام 1661م إلى عام 1684م أثناء فترة الحُكم الإنجليزيّ، وفي القرن الثامن عشر للميلاد انتشرت عدّة أبراج على هذه الأسوار، مثل برج السلام وبرج عامر.
قصر القصبة: ويُعرَّف أيضاً باسم دار المخزن، ويمتلك مكاناً استراتيجيّاً في القسم الشرقيّ من القصبة، واهتمّ ببنائه السلطان مولاي إسماعيل على بقايا وأطلال قلعة إنجليزيّة قديمة، ويشمل قصر القصبة عدّة مرافق، مثل مسجد، ودار كبيرة، وبيت مال، وسجون، وحدائق، وفي عام 1938م تحول إلى متحف.
الجامع الكبير: هو مسجد يوجد بالقُربِ من سوق الداخل، وحُوِّلَ إلى كنيسةٍ أثناء احتلال البرتغال لمدينة طنجة، وفي عام 1684م عاد مسجداً وأُجريت عليه الكثير من أعمال البناء والترميم والتوسيع، ويتميّزُ الجامع الكبير باستخدام الزّخارف المصنوعة من الفسيفساء والنقوش والكتابات على الأخشاب.
مسجد الجديدة: هو جامع يُعرَّف أيضاً باسم جامع النخيل أو مسجد عيساوة، ويحتوي على منارةٍ مزينةٍ بزخارف من الفسيفساء.
السفارة الأمريكيّة: هي أول مبنى صار ملكاً للولايات المُتّحدة الأمريكيّة في المغرب بعد أن قدمه السلطان مولاي سليمان الأول هديةً لأمريكا في عام 1821م، وظلّ يُستخدم سفارةً للولايات المُتّحدة حوالي 135 عاماً، وفي عام 1976م صار مُتحفاً فنيّاً معاصراً.
الكنيسة الإسبانيّة: اشتراها السلطان محمد بن عبد الله من عائلتين يهوديّتين في عام 1760م، وقدمها هديةً للسويد حيث أسّست فيها قنصليتها في عام 1788م، وفي عام 1871م استخدمها الحاكم الإسبانيّ كمقرٍ للإقامة، وحرص على بناءِ كنيسة فيها.

## الصناعة التقليدية
تتميز طنجة بصناعة تقليدية حضرية ترتكز أساسا على نشاط النسيج التقليدي الحضري الذي يميز المنطقة، من نقش على الخشب، الخياطة التقليدية، والحدادة الفنية والصياغة.